# فرودگاه تاینان
فرودگاه تاینان (به انگلیسی: Tainan Airport) (به زبان بومی: 臺南航空站) یک فرودگاه همگانی با کد یاتا TNN است که یک باند فرود بتن دارد و طول باند آن ۳۰۵۰ متر است. این فرودگاه در کشور تایوان قرار دارد و در ارتفاع ۱۹ متری از سطح دریا واقع شده است.

## شرکت‌های هواپیمایی و مقصدهای پروازی

### مسافری
| شرکت‌های هواپیمایی | مقصدهای پروازی  |
| ----------------- | --------------- |
| چاینا ایرلاینز    | هنگ کنگ، کانزای |
| Uni Air           | کینمن، ماگونگ   |
| ویت‌جت ایر         | تان سون نهات    |